# Stati d'animo
Stati d'animo è un trittico di dipinti a olio su tela (ognuno circa 71 × 96 cm) di Umberto Boccioni realizzati nel 1911 e conservati al Museum of Modern Art di New York. L'opera è ambientata in una stazione ferroviaria ed esprime gli stati d'animo della vita della città moderna. Nel primo dipinto, Gli addii, Boccioni rappresenta il movimento caotico delle persone poco prima della partenza del treno. Nel secondo, Quelli che vanno, le linee oblique suggeriscono la partenza, infine nel terzo, Quelli che restano, le linee verticali simboleggiano chi è rimasto alla stazione.

## Storia
Dal punto di vista artistico in Italia il 1909 fu segnato dalla pubblicazione del Manifesto del Futurismo, uno scritto di Filippo Tommaso Marinetti in cui proponeva i canoni di un nuovo movimento artistico, il Futurismo per l'appunto. Il nuovo movimento si diffuse rapidamente e già nel 1910 i pittori Umberto Boccioni, Carlo Carrà, Luigi Russolo, Giacomo Balla e Gino Severini pubblicarono il Manifesto dei pittori futuristi e il Manifesto tecnico della pittura futurista, scritti che ponevano al centro l'esaltazione della vita moderna e il rifiuto dalla tradizione accademica. E' importante rammentare, all'interno del primissimo movimento e manifesto futurista -della cui prima stesura fu firmatario- la presenza di Romolo Romani il quale, come più fonti dell'epoca confermano, a partire da Carrà, fu assai influente sull'arte iniziale di Boccioni, specialmente per quanto riguarda il trittico degli 'Stati d'animo'. Ideato dopo una lunga discussione in un locale pubblico col Romani, che esponeva le sue teorie pittoriche ad altri futuristi o pre futuristi, come è proprio Carrà a ricordare.  
Umberto Boccioni, nel 1910 appena ventottenne, si configurò fin dal principio come uno dei principali teorici del movimento artistico. Il 29 maggio 1911 tenne al circolo artistico di Roma una conferenza in cui per la prima volta espose la sua interpretazione della "pittura degli stati d'animo". Boccioni descrive lo stato d'animo come un nuovo modo di essere generato dalla società moderna, come un'energia la cui più chiara rappresentazione si ha nell'ambiente della stazione ferroviaria. Umberto Boccioni iniziò così a elaborare l'idea di «un'opera completa e ciclopica sulla vita della città moderna». 
Il trittico nella sua forma definitiva fu esposto per la prima volta nel 1912 a Parigi dalla galleria d'arte parigina Bernheim-Jeune. Il ciclo fu originariamente acquistato dall'artista futurista Filippo Tommaso Marinetti e venduto dalla sua vedova a Nelson Rockefeller, che li donò al MOMA nel 1979.

## Descrizione e stile

### Prima versione

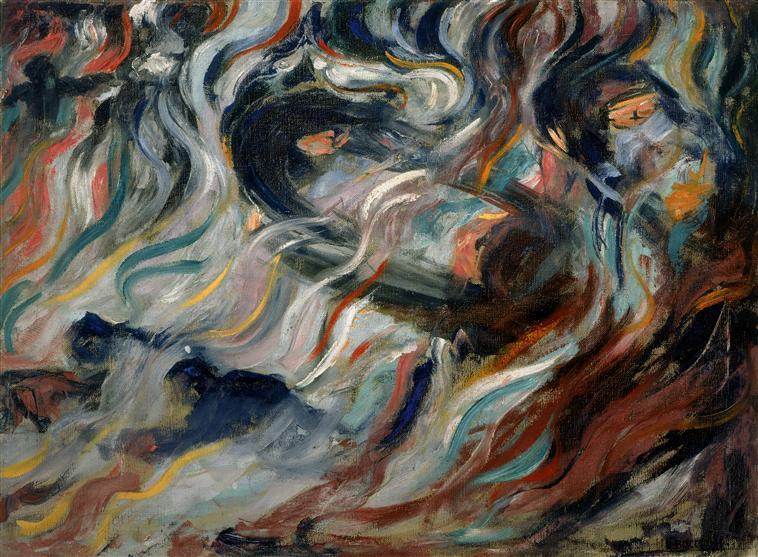
Gli addii
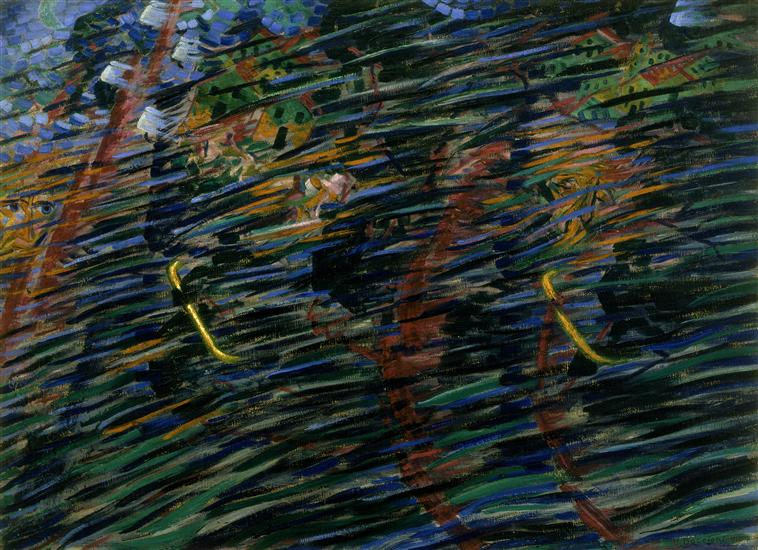
Quelli che vanno
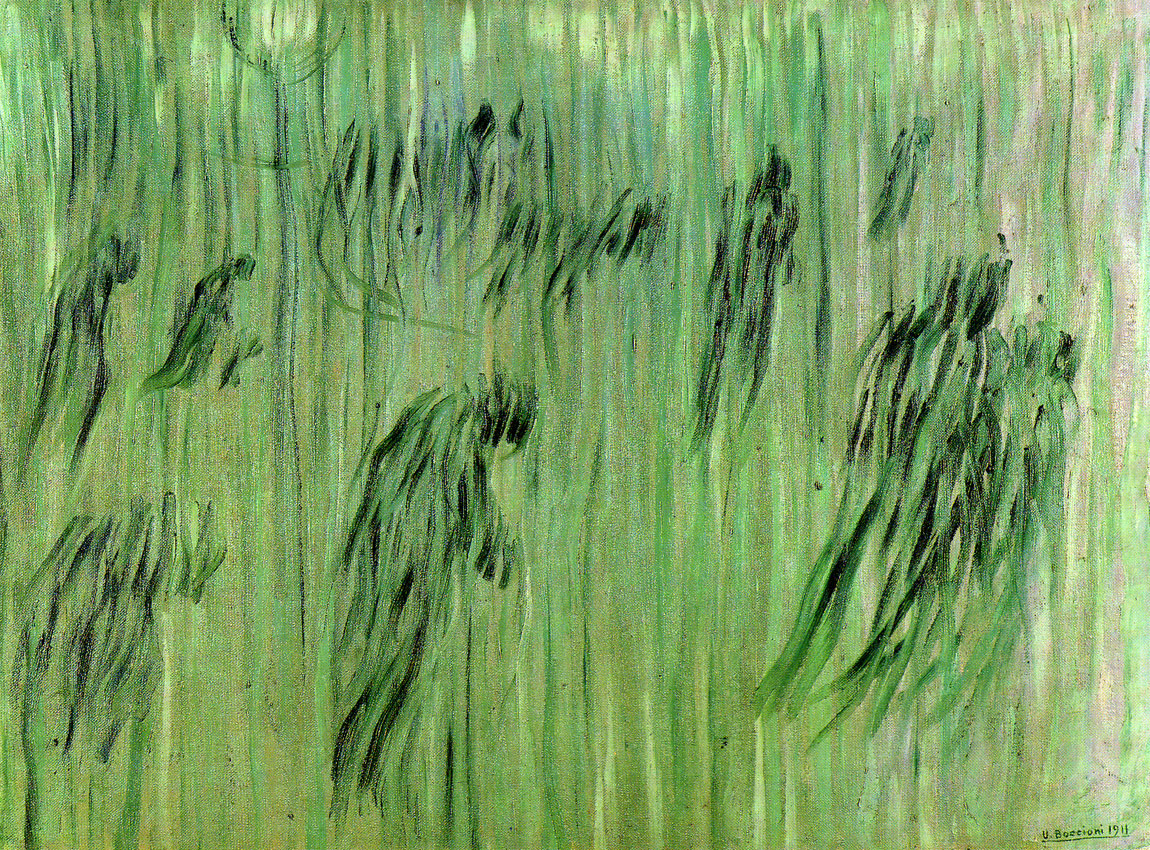
Quelli che restano

La prima versione (conservata al Museo del Novecento di Milano) risale al 1911 e utilizza la tecnica divisionista, dando al dipinto una connotazione prevalentemente coloristica. La seconda risale invece al 1912, un periodo successivo al suo soggiorno parigino e per questa ragione risente nettamente dell'influenza cubista. I due trittici mostrano la rapida evoluzione della tecnica pittorica del Boccioni, da uno stile divisionista a uno cubista. I trittici sono denominati Stati d’animo e si compongono di tre dipinti intitolati: Gli addii, Quelli che vanno e Quelli che restano, che rappresentano le sensazioni che si provano quando una persona cara parte per un viaggio descrivendo sia le emozioni di coloro che partono, sia di chi resta.
L'influenza del lavoro di Bergson sulla materia e la percezione dell'essenza degli oggetti si riflette nell'opera di Boccioni, e "Stati animo" è l'esempio perfetto di questa volontà di trascendere le regole della rappresentazione, non più basata sulla divisione dello spazio, ma su quella del tempo. La serie degli oli su tela esprime la frenesia del mondo moderno e le dinamiche indotte dalla tecnica, ma anche l'interferenza psicologica di questo caos perpetuo su individui e gruppi.

### Versione definitiva

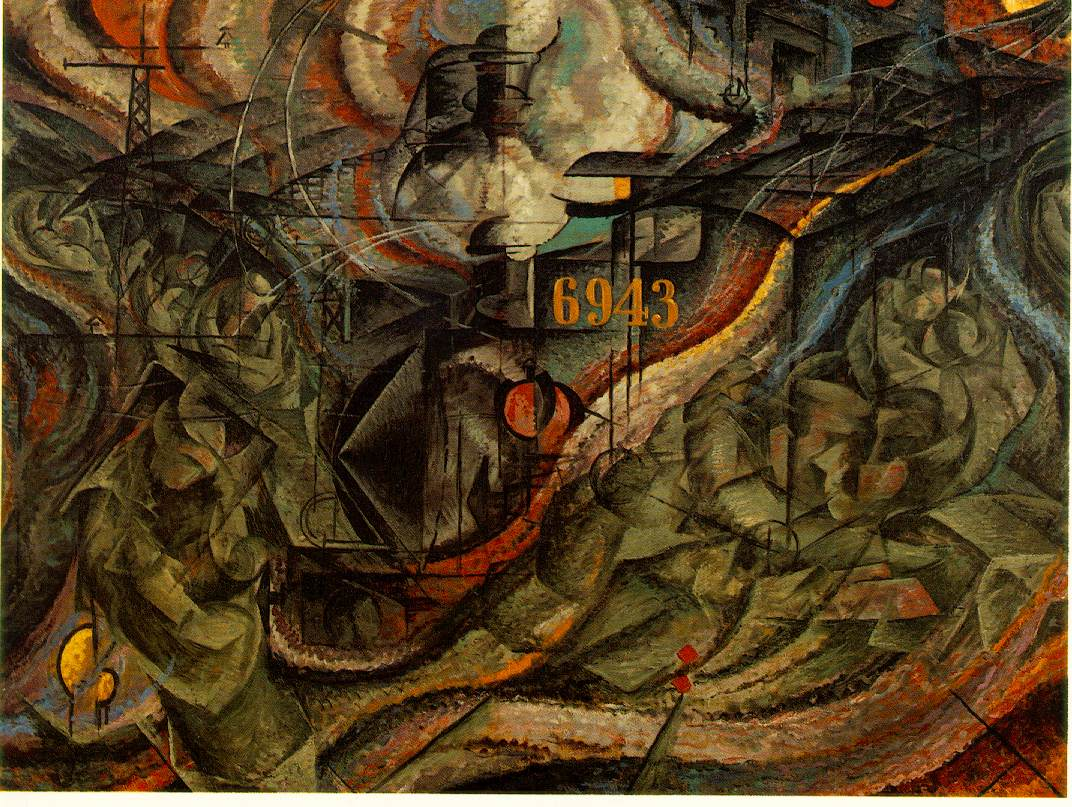
Gli addii
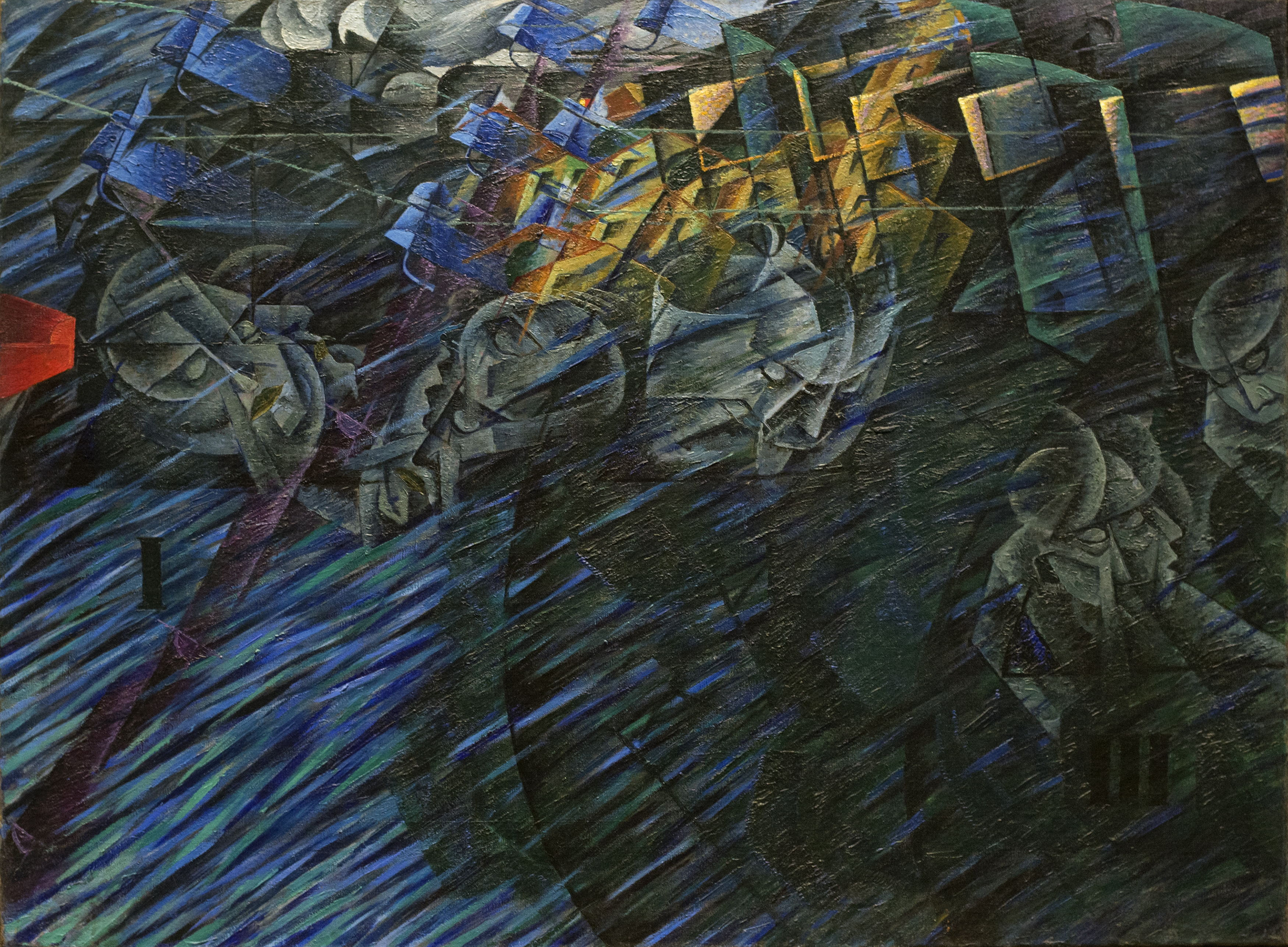
Quelli che vanno
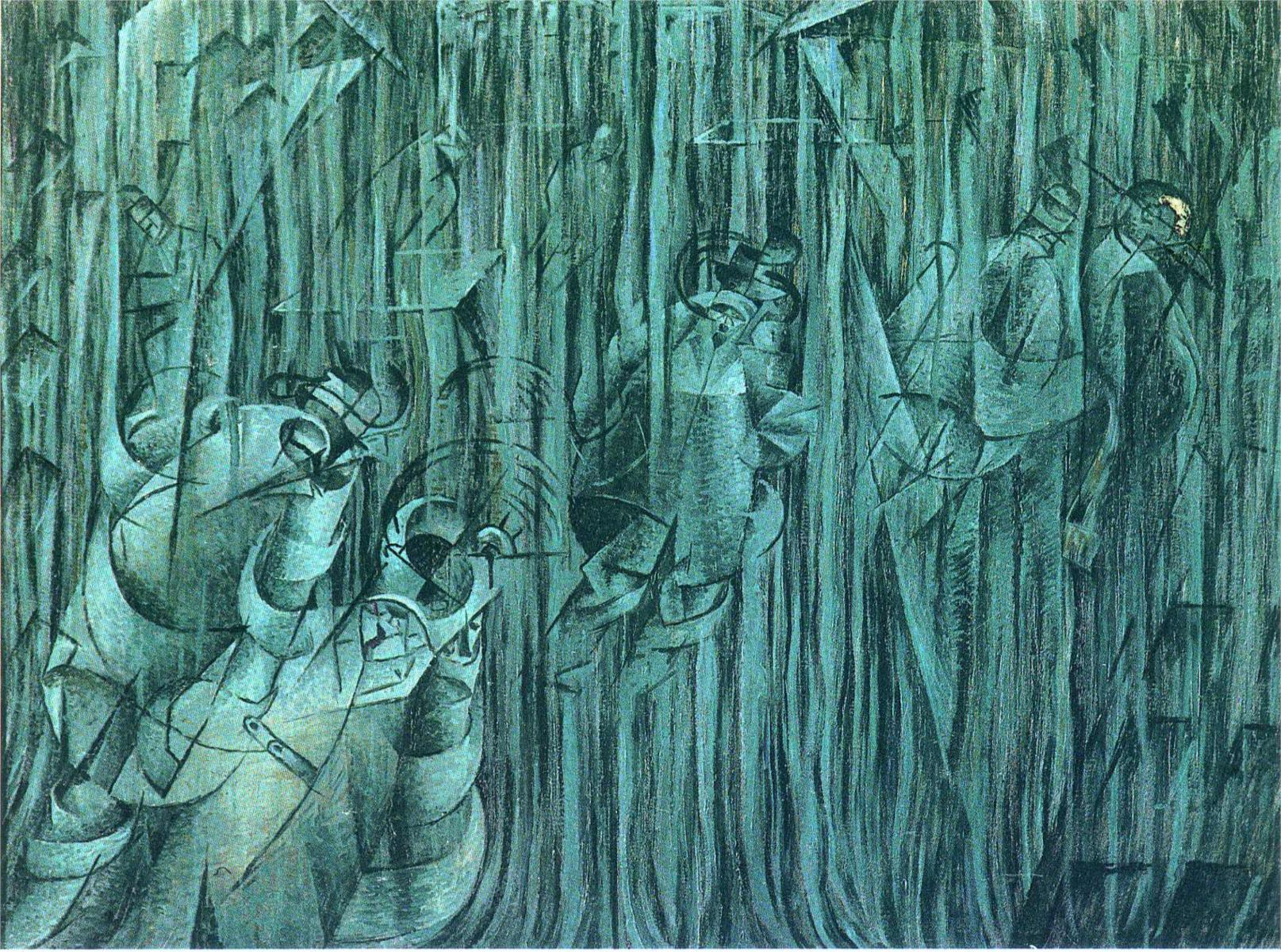
Quelli che restano

Nella seconda versione degli Stati d'animo si trovano concretizzati sul piano pittorico gli spunti teorici del "manifesto tecnico della pittura futurista" del 1910. Serve un anno, a Boccioni e agli altri pittori del gruppo, per riuscire finalmente ad evolvere il loro stile troppo marcatamente divisionista; innegabile l'importanza della scomposizione cubista; ma vi è una enorme differenza nei modi in cui l'esperienza cubista è assimilata dai vari futuristi: Gino Severini, e soprattutto Carlo Carrà, ne rimangono quasi schiavi, assimilano cioè la scomposizione dei piani in maniera troppo "arrendevole", evolvendo il proprio stile in un "cubo-futurismo" troppe volte ovvio.
Non è questo il caso di Boccioni, mente teorica per eccellenza del gruppo dei pittori, che a differenza degli altri ha un passato non solo divisionista, ma anche e soprattutto espressionista e simbolista. Con la seconda serie degli stati d'animo egli riesce a mescolare le sue vecchie esperienze espressioniste con la nuova scomposizione dei piani; si allontana cioè dal concettualismo puro dei cubisti integrandone la visione con la prorompenza coloristica dell'espressionismo, creando un'opera potente, emotivamente coinvolgente, che si dà il compito di raffigurare direttamente uno stato d'animo.
Questa serie nasce quindi da un confronto diretto e da un'assimilazione dell'espressionismo e del cubismo, che, fusi insieme, portano a un qualcosa di assolutamente nuovo: la pittura futurista nel senso più compiuto del termine. L'arte italiana vive così, in un sol colpo, due esperienze pittoriche che le erano sconosciute, liberandosi dal suo provincialismo che l'aveva relegata ai margini dell'arte contemporanea: questo era uno degli obiettivi principali di Boccioni e dei futuristi.

#### Gli addii
Il dipinto descriverebbe alcuni aspetti, dinamici e psicologici, riscontrabili all'interno di una moderna stazione ferroviaria, suggerendo i sentimenti dei viaggiatori e di chi li osserva partire. Lo spazio è composto in vorticosi e dinamici movimenti di linee di chiara ispirazione cubista, che vanno a scomporre e stilizzare lo spazio, i corpi e i vapori emessi dal treno. La composizione assume così l'aspetto di un vortice tumultuoso convergente verso il solo elemento statico del dipinto, il numero inciso sulla locomotiva al centro del quadro con il suo fanale rosso; inoltre è presente il volume di una caldaia in posizione frontale. Una coppia che si abbraccia è più volte raffigurata in vari punti della tela, sulla sinistra invece sono visibili i binari del treno ed un traliccio metallico, che rimanda all'evoluzione industriale.
L'obiettivo del Boccioni è sfruttare l'opera come mezzo per la raffigurazione di uno stato d'animo, quello che caratterizza il momento degli Addii tra chi parte e chi resta, ponendo così l'opera come un intermezzo tra le altre due che compongono la serie: l'osservatore è pervaso da un senso di disordine, dovuto al caotico aggrovigliarsi di linee, che culmina nella tristezza della coppia che si sta separando. Il dipinto dà così la possibilità di immedesimarsi nella figura del viaggiatore, ponendo l'attenzione sulle sue emozioni nei momenti immediatamente precedenti alla partenza.

#### Quelli che vanno
In Quelli che vanno le linee oblique, che tagliano il volto inespressivo dei personaggi, simboleggiano la partenza del treno e le emozioni di chi parte. I colori freddi prevalgono su quelli caldi, anche se si vede una piccola parte di tonalità calde al centro.

#### Quelli che restano
Il terzo e ultimo dipinto degli Stati d'animo di Boccioni è Quelli che restano, caratterizzato da un avvicinamento allo stile divisionista, da fredde linee verticali e corpi indistinti, che danno una sensazione di sopraffazione e desolazione. Boccioni ha prodotto due versioni della serie nello stesso anno, ed è la seconda versione più elaborata che è ora in mostra al MoMA. Il dipinto è realizzato in Via Adige a Milano, dove abitava Boccioni con la madre, guardando su Corso di Porta Romana - Corso Lodi, oggi area della moda del lusso a Milano.